# Jean-Michel Salanskis
 (février 2020).
Si vous disposez d'ouvrages ou d'articles de référence ou si vous connaissez des sites web de qualité traitant du thème abordé ici, merci de compléter l'article en donnant les références utiles à sa vérifiabilité et en les liant à la section « Notes et références ».
 (janvier 2020).
Jean-Michel Salanskis (né le 5 avril 1951 à Paris) est un mathématicien et philosophe français.

## Biographie
Il a obtenu un DEA de mathématiques pures et une agrégation de mathématiques en 1970 où et quand?
Il étudie ensuite la philosophie avec Jean-François Lyotard. où et quand ?
En 1985, il entre au CNRS dans la section de Philosophie, puis soutient une thèse en épistémologie : Le continu et le discret (1986).
Il s'attache à développer une méthode philosophique personnelle, l'ethanalyse, qui décrit les partages de sens de la culture.
Après avoir enseigné à l'Université de Lille III, il a été professeur de philosophie des sciences logique et épistémologie à l’Université Paris X Nanterre. quand?

## Publications
J.-M. Salanskis a développé, à partir du début des années 1990, une philosophie des mathématiques. Il a d’abord soutenu que la mathématique pensait au sens de Heidegger et de Gadamer, dans ses ouvrages L’herméneutique formelle (1991) et Le temps du sens (1997). 
Dans Le constructivisme non standard (1999), il a proposé une position  constructiviste en matière de fondements, formulée dans la ligne de la phénoménologie transcendantale husserlienne, lui permettant de décrire et comprendre la manière dont des travaux récents en analyse et mathématique non standard pouvaient être rattachés aux idées constructivistes originairement défendues par Brouwer. Enfin, dans son livre de 2008 Philosophie des mathématiques, il synthétise les deux approches, en les présentant dans le cadre d’une conception générale des cinq questions auxquelles doit répondre, selon lui, toute philosophie des mathématiques. Son Vivre avec les mathématiques de 2009 présente la question des mathématiques sous un angle autobiographique et de manière plus largement accessible. Dans le registre épistémologique, son ouvrage Herméneutique et cognition, paru en 2003, traite des sciences cognitives contemporaines, et l'ouvrage L'humain impensé de 2016, co-écrit avec Albert Piette, réfléchit sur les sciences humaines.
En 2000, il publie un ouvrage présentant une conception personnelle de l’action (Modèles et pensées de l’action), et, par la suite, développe une philosophie du sens qui exprime de la façon la plus authentique sa position dans le débat contemporain. D’abord, dans Sens et philosophie du sens (2001), il oppose à la « conception intentionnelle du sens » héritée de Husserl et de Frege sa compréhension du sens privilégiant la structure de l’adresse, d’inspiration lévinassienne. Puis, dans Territoires du sens (2007) et plus encore dans Partages du sens (2014), il systématise un nouveau type d’enquête philosophique, portant sur les partages de sens qui sont les nôtres, et dégageant pour chacun d’eux ce qu’il appelle leur sémance. Il dénomme ethanalyse la philosophie qui étudie les partages du sens.
Par ailleurs, J.-M. Salanskis a considéré la tradition juive comme un sujet philosophique et tenté d’en donner une lecture en quelque sorte épistémologique. C’est à quoi sont consacrés ses ouvrages Extermination, loi, Israël (2003), Talmud, science et philosophie (2004), ainsi que, plus récemment Le fait juif (2017).
Il a aussiap proposé une lecture originale de la pensée d'Emmanuel Levinas, exprimée dans les trois volumes de la série des « Levinas vivant »: L’émotion éthique (2006, 2011), L’humanité de l’homme (2011) et Le concret et l’idéal (2015). Il lit Levinas comme travaillant du début à la fin à une philosophie « anontologique », et cherche à dépeindre celle-ci de manière constamment concrète et proche de l’existence humaine.
Dans la même rubrique du commentaire, on peut mentionner aussi sa lecture de Heidegger : dans Heidegger, le mal et la science (2009), il désigne les deux éléments de la « grande philosophie » de Martin Heidegger que nous devons considérer comme liés à son engagement nazi : l'être-pour-la-mort et le dépassement de la métaphysique. Le livre de 2008 co-signé avec François Sebbah (Usages contemporains de la philosophie) contient une appréciation de la phénoménologie contemporaine.
La lecture de Kant de J.-M. Salanskis est surtout formulée dans L’herméneutique formelle et Le temps du sens. L'ouvrage Philosophie française et philosophie analytique au XXe siècle (2016) contient une interprétation comparatiste de la philosophie contemporaine. Il a aussi écrit, pour finir, trois petits livres d'exposition pédagogique d'auteurs : Heidegger (1997), Husserl (1998) et Derrida (2010).
On notera également quelques livres où il traite de façon directe ou indirecte des enjeux sociétaux contemporains : La gauche et l’égalité (2009), Le monde du computationnel (2011) et Crépuscule du théorique? (2016).
L'ouvrage De la série à l'ethos (2016) présente l’ensemble de son itinéraire de manière condensée.